# Chrysotaenia cohibita
Chrysotaenia cohibita är en fjärilsart som beskrevs av Louis Beethoven Prout 1932. Chrysotaenia cohibita ingår i släktet Chrysotaenia och familjen mätare. Inga underarter finns listade i Catalogue of Life.